# Кубок Казахстана по баскетболу среди женщин 2017/2018
Кубок Казахстана по баскетболу среди женщин в сезоне 2017/2018 является XV турниром национальной федерации по баскетболу РК.

## Регламент
- 1 этап. Групповой этап.

Команды играют 4 круга мини турами. Каждая команда проводит по одному мини туру у себя дома. На каждом мине-туре команды играют вкруг по одной игре между собой.
- 2 этап. Финал.

- - Полуфинал:

Команды по итогам Группового этапа распределяют места с первого по четвёртое согласно набранным очкам и получают номера с первого по четвёртое соответственно. Команды, играющие в финале, образуют следующие полуфинальные пары: 1-4 и 2-3. Игры полуфинала играются до 2-х побед.
- - Финал.

За первое место играют победители пар 1-4 и 2-3. Проигравшие в парах 1-4, 2-3 играют за 3-место. Игры финала проводятся до 2-х побед. Все игры ½ финала и финала играются в одном городе.

## Групповой этап
|  | Выход в плей-офф |

| Место | Команда         | Игры | Поб | Пор | Забито | Пропущено | +/-  | Очки |
| ----- | --------------- | ---- | --- | --- | ------ | --------- | ---- | ---- |
| 1     | Тигры Астаны    | 3    | 3   | 0   | 262    | 118       | +144 | 6    |
| 2     | Иртыш           | 3    | 2   | 1   | 183    | 178       | +5   | 5    |
| 3     | Окжетпес        | 3    | 1   | 2   | 163    | 221       | −58  | 4    |
| 4     | Тигры Астаны-юн | 3    | 0   | 3   | 140    | 331       | −191 | 3    |